# Felsőrécsény
Felsőrécsény (szlovákul Horné Rišňovce, németül Ober-Ritschen) Récsény településrésze, korábban önálló falu Szlovákiában, a Nyitra megyében, a Nyitrai járásban.

## Fekvése
Nyitrától 16 km-re északnyugatra fekszik.

## Története
A régészeti leletek tanúsága szerint területén már az újkőkor óta éltek emberek. Megtalálták itt a bronzkor, a vaskor és római kor emberének használati tárgyait is. Récsény falu a 12–13. században keletkezett, első írásos említése 1272-ből származik Rechen néven. A 14. század elején Csák Máté birtoka, majd ennek halála után helyi nemeseké. Felsőrécsény 1372-ben egy birtokvita során már különálló falu Aleksi Miklós, András és Simon birtoka, később a Sulek család is birtokos a községben. A 16. században a Motesici, a Sándor és a Thorday család a birtokosok. 1532-ben nemesi község 11 adózó portával. Ebben az időszakban többször török rajtaütés áldozata volt, 1576-ban pedig fel is égette a török. 1598-ban 26 háza volt. 1601-ben Bocskai hadai égették fel. 1663-tól a török megszállta a Felvidéknek ezt a részét, mely az 1680-as évekig a Nyitrai náhije része volt. A török kiűzése után lassú fejlődésnek indult, 1715-ben 16 háztartás volt a településen. 1787-ben 59 házában 189 lakos élt. 1828-ban 38 háza és 260 lakosa volt.
Vályi András szerint "Alsó, és Felső Recsény. Két tót falu Nyitra Vármegyében, Alsónak földes Urai Bossányi, és több Uraságok, ennek Ispotállya is van; Felsőnek pedig Ordódy, és több Urak; ez az Alsónak filiája, fekszenek Galgóczhoz másfél mértföldnyire, régenten erőssége is vólt, és őriztetett; határbéli földgyeik tágasak, és közép termékenységűek; Alsónak 185szőlőhegye nints, amannak pedig van; réttyeik jók, legelőjik is meglehetősek, piatzok Galgóczon."
Fényes Elek szerint "Récsény, (Alsó és Felső) (Risznovcze), két egymás mellett lévő tót falu, Nyitra vmegyében, a Nyitrától Galgóczba vivő országútban. Az elsőnek van 490 kath., 35 zsidó lak., kath. paroch. temploma; a másodiknak 345 kath., 37 zsidó lak., synagógája. Van erdeje, szőlőhegye; földe középszerü. F. u. többen. Ut. p. Nyitra."
A trianoni békeszerződésig Nyitra vármegye Galgóci járásához tartozott.

## Népessége
1910-ben 565, túlnyomórészt szlovák anyanyelvű lakosa volt.
2001-ben Récsény 1912 lakosából 1900 szlovák volt.

## Külső hivatkozások
- Községinfó
- Récsény Szlovákia térképén
- Récsény története (szlovákul)